# Mormont (Vaud)
Pour les articles homonymes, voir Mormont.

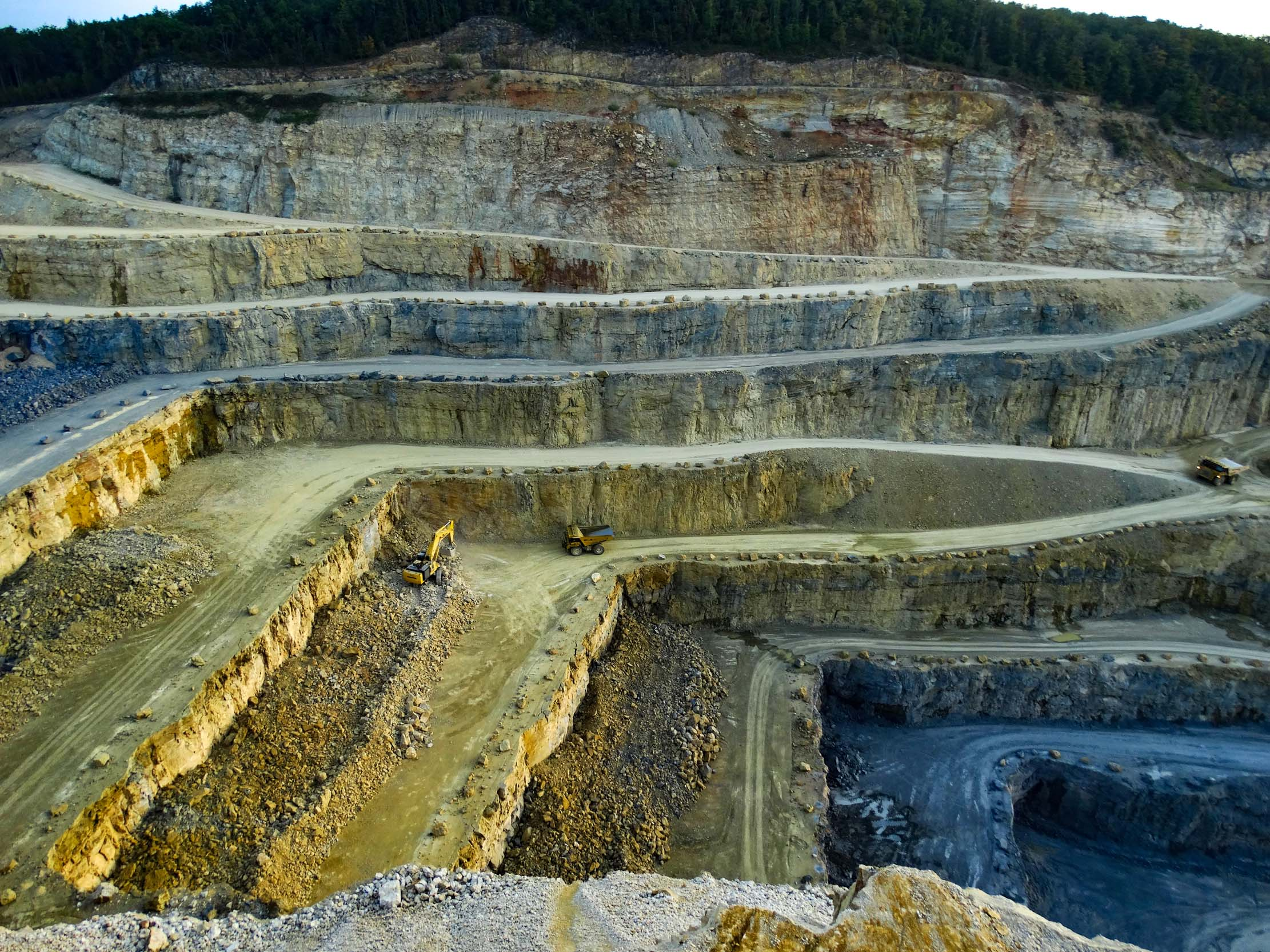
Vue sur la carrière du Mormont en cours d'exploitation (2014).

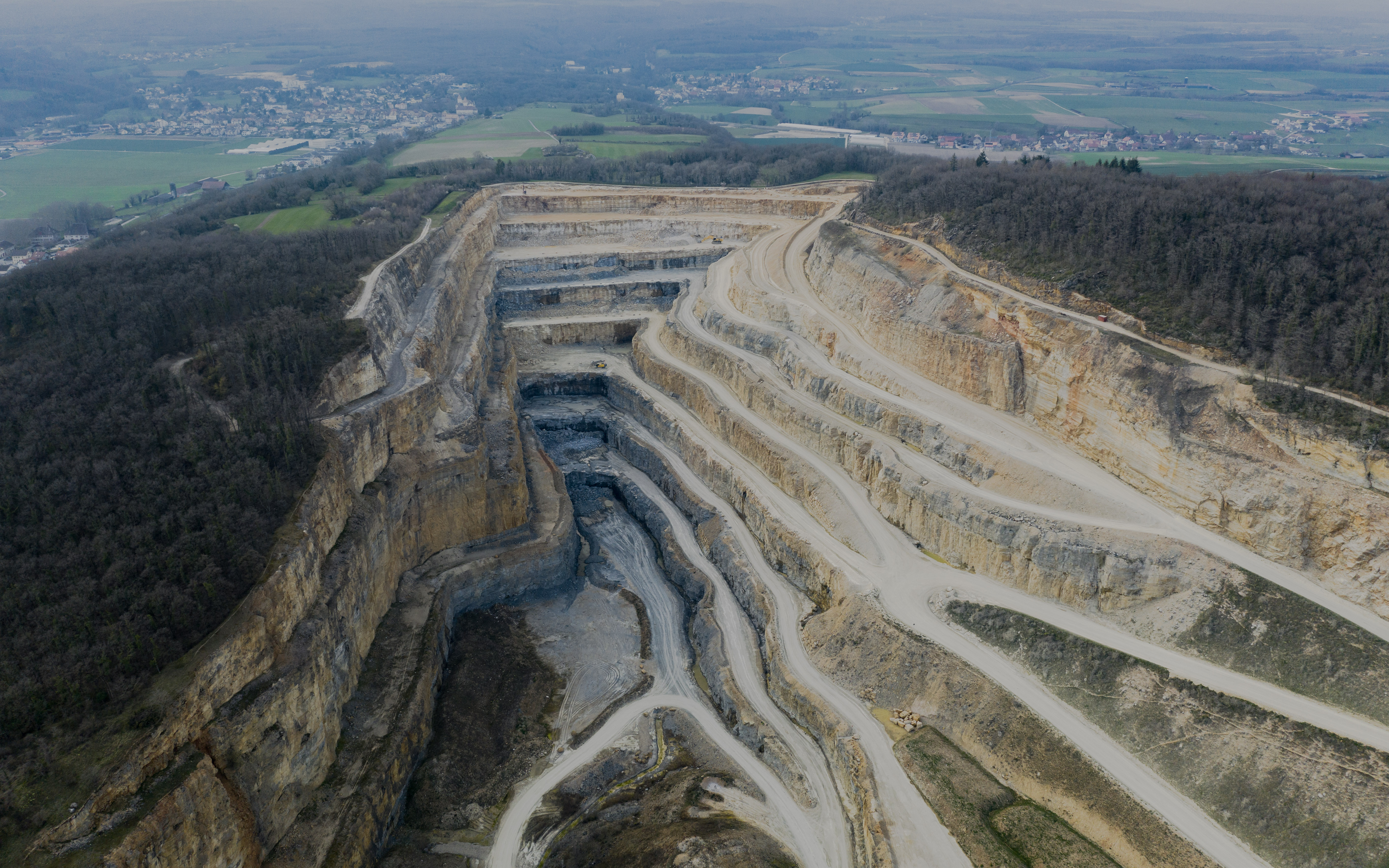
Vue aérienne de la carrière du Mormont dont est extrait le calcaire pour la fabrication de ciment.

Le Mormont est une colline d’une altitude de 604 mètres, se dressant au-dessus des villages vaudois d’Éclépens et La Sarraz, entre Yverdon-les-Bains et Lausanne, en Suisse. Une borne avec inscription de son millésime de 1883, en marque le sommet.

## Géographie
Le Mormont est situé sur la ligne de partage des eaux entre les bassins versants du Rhône et du Rhin. Il sépare les vallées de la Venoge, affluent du Rhône, par le lac Léman, de celle de l’Orbe, affluent du Rhin, par le lac de Neuchâtel, la Thièle, le lac de Bienne et l’Aar.

## Histoire
En 2006, un site archéologique est découvert sur le plateau sommital de la colline. Environ un siècle av. J.-C., la colline du Mormont abritait un lieu de culte celtique comprenant plus de 250 fosses coniques creusées dans l’humus et dans les interstices de la roche calcaire. On y trouva de nombreux squelettes, certains en position repliée, d'autres partiels ou même des crânes isolés, ainsi que des ossements de bœufs, de chevaux et autres animaux. Mêlés à ces vestiges gisaient des vases en céramique, des monnaies celtiques et romaines, des récipients en bronze, des bijoux, des outils en fer, des scories métalliques et de nombreuses meules en pierre. Ce site archéologique, encore mal expliqué, est exceptionnel en son genre et classé comme bien culturel suisse d'importance nationale,.
Dès le XVIIe siècle le perçage du canal d'Entreroches, à travers le Mormont, devait permettre une liaison fluviale navigable du Rhône au Rhin en reliant la Venoge au lac de Neuchâtel. Tous les travaux effectués en son temps ont disparu sous la végétation, qui a repris ses droits.

### Exploitation industrielle
Depuis 1953, la fabrique de ciment du groupe Holcim exploite une partie de la colline. En 2020, l'entreprise attend une décision du Tribunal fédéral pour étendre la carrière plus avant dans la colline.
En octobre 2020, des militants écologistes s'y installent dans le but d'empêcher l'extension de la carrière de ciment d'Holcim projetant de détruire le plateau de la Birette. Ils forment ainsi la première zone à défendre de Suisse, la ZAD de la colline du Mormont,,.
En 2022, une initiative populaire cantonale pour protéger la colline est déposée. En 2023, le Tribunal fédéral admet partiellement le recours de trois associations environnementales. Il juge que la carrière pourra être étendue par Holcim, mais seulement si le cimentier s'engage à combler la zone détruite après l'avoir exploitée,.